# Brumana
Brumana, Broummana ou Brummana (em árabe: برمانا) é uma municipalidade da Caza (Cantão ou Distrito) de Metn do Mohafazah (Província) do Monte Líbano, uma das seis mohafazat (unidades territoriais, dirigidas por governadores, nas quais foram agrupadas, em 1990, as 25 Cazas) do Líbano. Localizada a cerca de vinte minutos, nas montanhas, a leste de Beirute, Brumana se projeta sobre a capital e oferece uma magnífica vista panorâmica do Mar Mediterrâneo.

## Visão geral[2][3]
Brumana é um belo município das montanhas, da região do Monte Líbano, envolvido por um manto de pinheiros sempre verdes.  Olhando-se em todas as direções, há uma ampla seleção de belas vistas panorâmicas. Debruçado sobre a cidade de Beirute, a seus pés estão a costa, o promontório com a capital do Líbano, e o vasto Mediterrâneo, azul e misterioso.
Além dos terraços cobertos por vinhedos, por oliveiras e por árvores frutíferas, descortinam-se outras cristas de montanha, com seus cumes verdes e com outros resorts de verão.
Nas duas últimas décadas,  Brumana ampliou sua vocação e se firmou como um popular destino de verão, até por estar a apenas 45 minutos do Aeroporto Internacional de Beirute. O clima suave e o ar puro de Brumana também atraíram e seguem conquistando muitos visitantes.
O clima é perfeito na primavera e no outono, com verões sempre quentes, mas suportáveis, e invernos razoavelmente amenos: a neve não é comum e as chuvas são intermitentes entre novembro e abril.
Os belos edifícios de pedra, construídos no tradicional estilo da arquitetura libanesa, a boa oferta de hotéis, restaurantes, bares e ambientes de lazer e de religiosidade, que refletem a variedade das crenças que convivem em harmonia entre si e com árvores que chegam a ser milenares, tudo isso faz de Brumana um polo de atração.

No entanto, desde o início do Século XX, e durante décadas, suas famílias se dividiram ao deixarem a terra de seus ancestrais para se instalarem e se multiplicarem em países tão distantes como o Brasil de D.Pedro II que, no final do século XIX, fez campanha para que isso ocorresse.

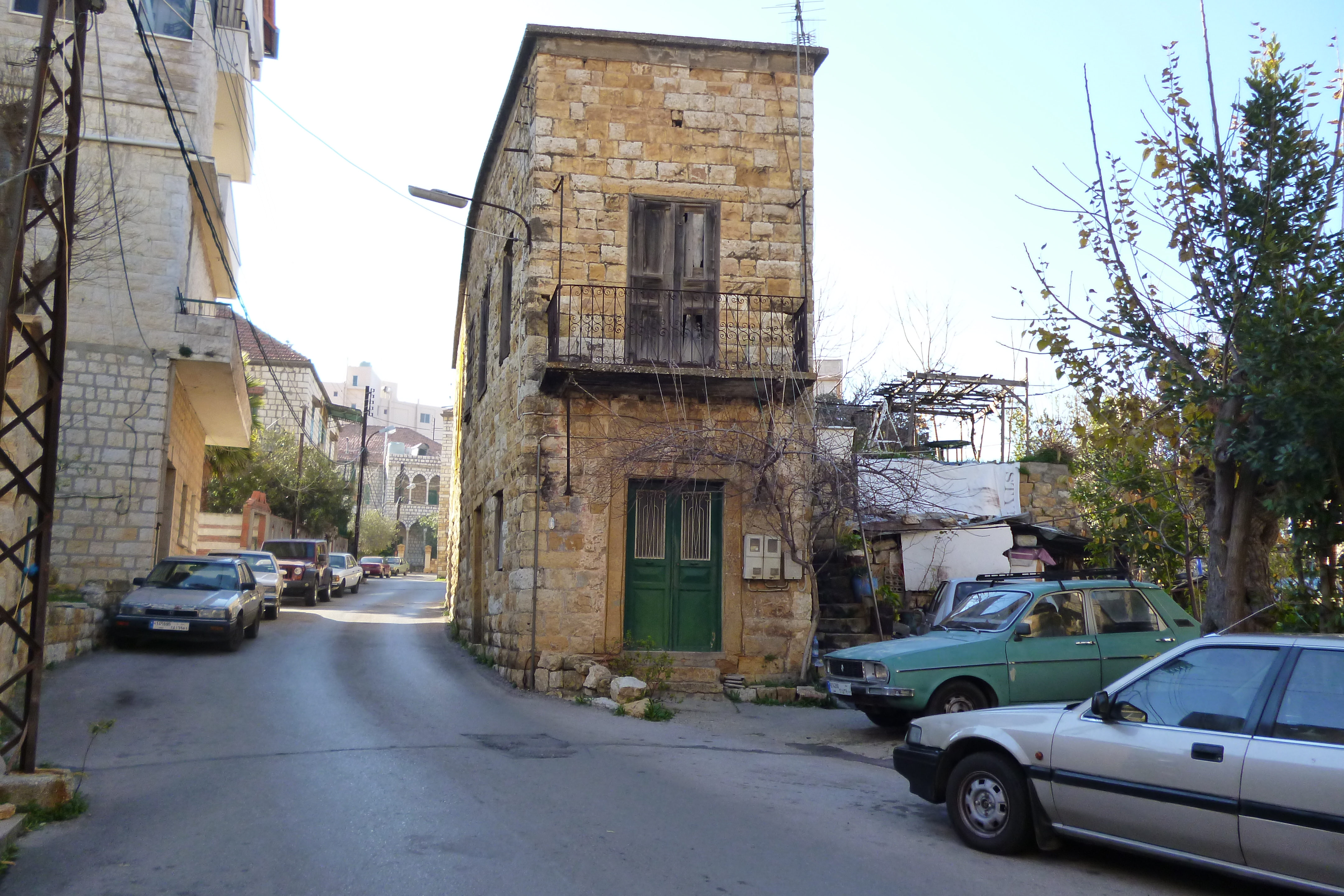
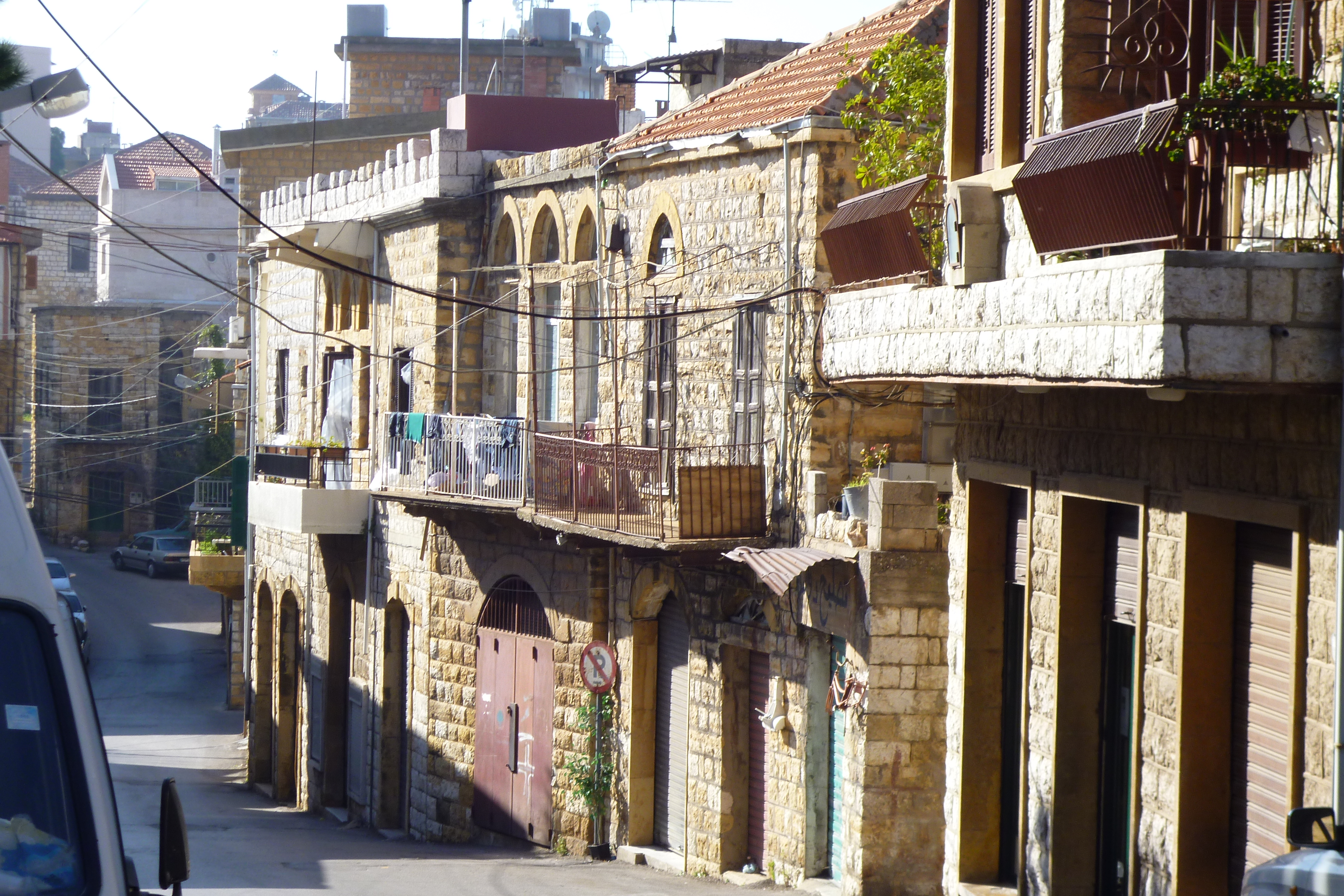
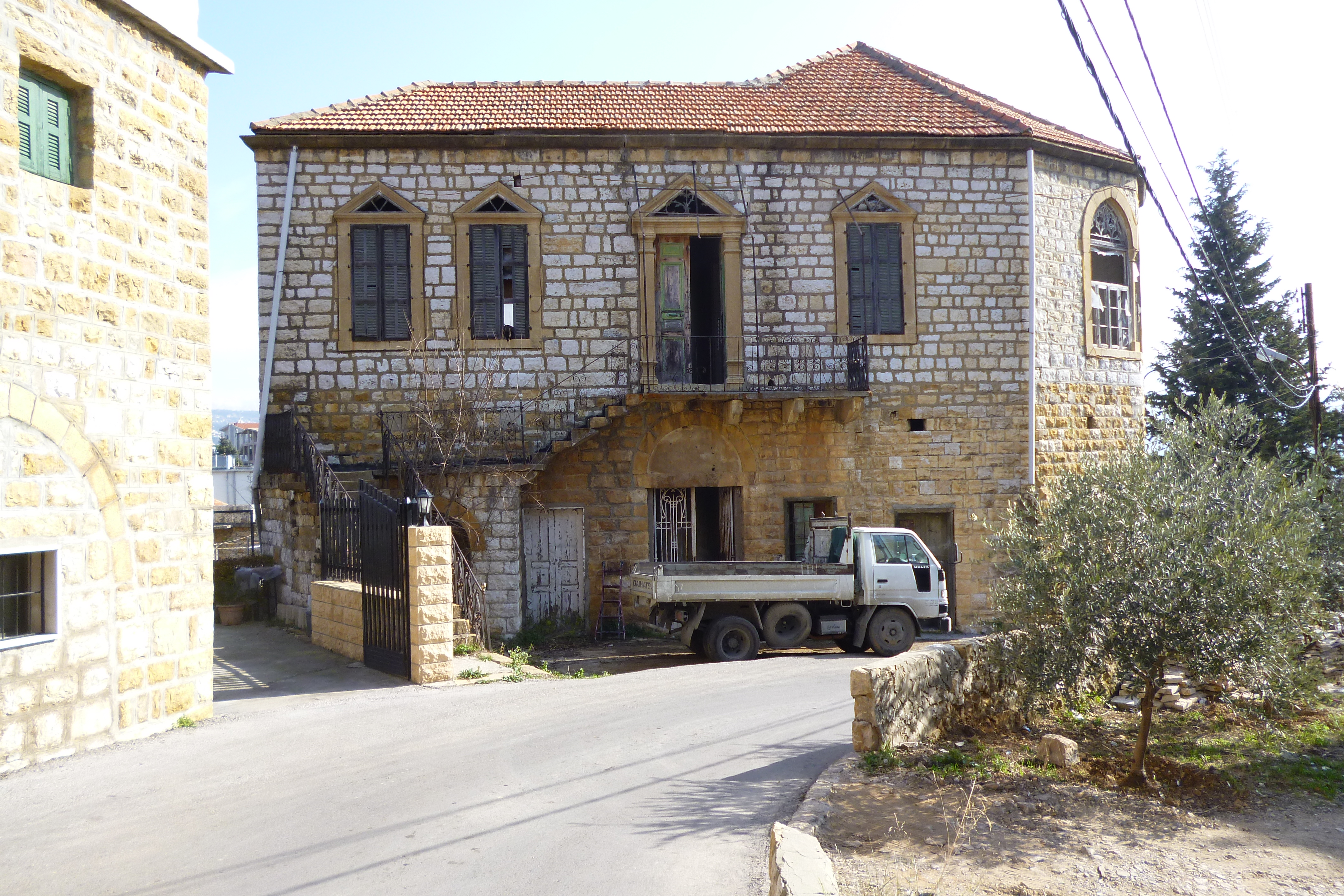
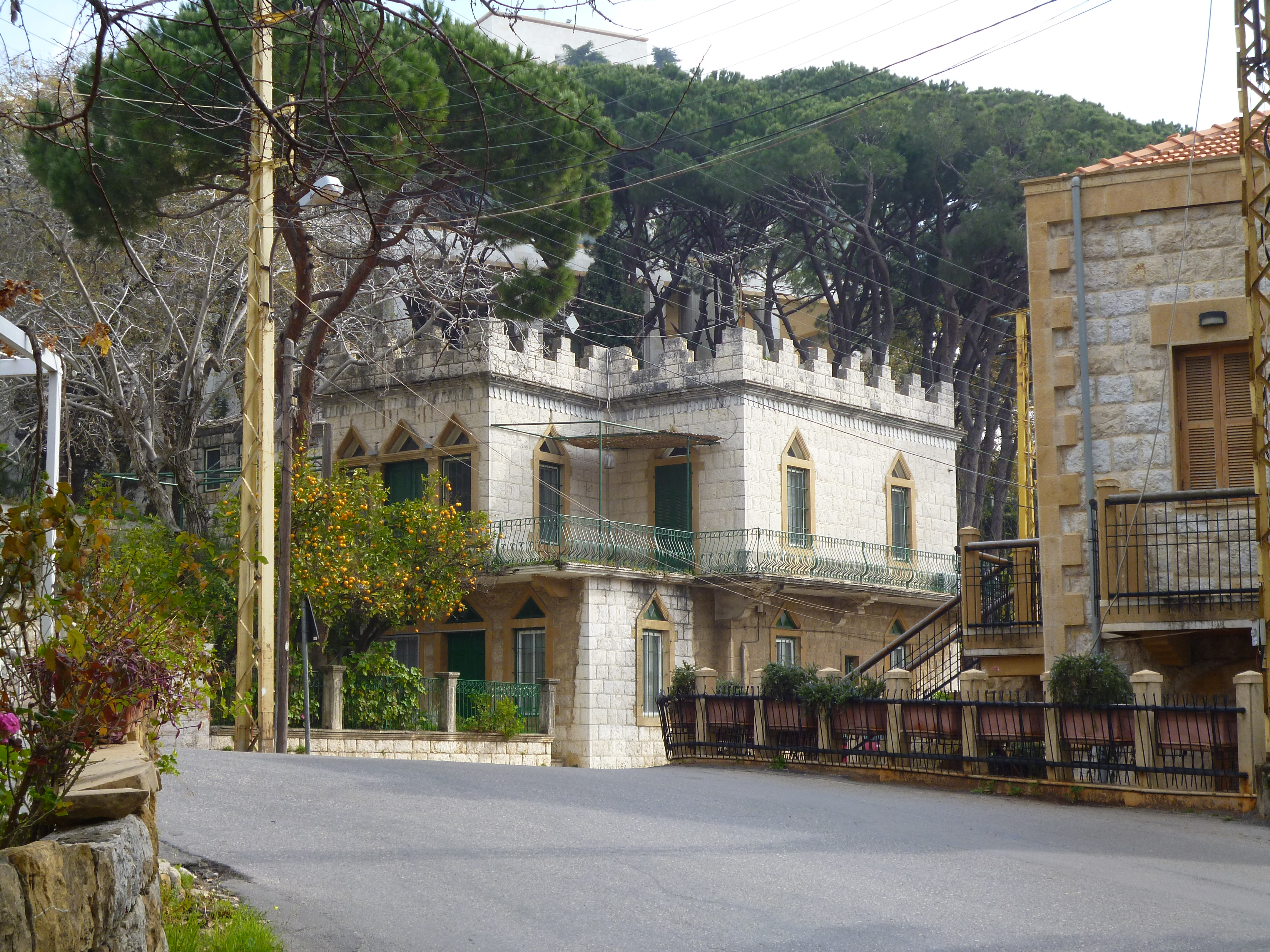

## Clima
O verão é geralmente seco em Brumana; ele começa no início de Maio e termina em meados de outubro. No verão, a temperatura raramente ultrapassa os 30 °C, com um limite inferior de cerca de 20 °C (68 °F).
A umidade relativa do ar média, no verão, é de 68%. O inverno é úmido e ameno, com temperaturas que variam entre os 5 e os 18 graus Celsius, com eventual queda de neve.

## Informações demográficas
Brumana é o lar de vários grupos religiosos: entre os Cristãos, a maioria Ortodoxa Grega chega a 49% e os Maronitas, Católicos, compõem 41% da população, enquanto os Drusos representam uma minoria substancial.  Todos convivem em harmonia e acolhem pessoas de todas as religiões, como acontece com os turistas árabes, provenientes do Golfo Pérsico.

Onde antes houve fortalezas e muros, agora ocorre a convivência.  Assim, existe uma antiga igreja ortodoxa grega em Brumana, a Igreja de Profeta Cha'ya (Isaías). Ela foi originalmente uma fortaleza de origem Bizantina, há cerca de 1.500 anos, mas foi transformada em uma igreja no Século VII. Oitenta anos atrás, quando os Maronitas fugiram do norte e se estabeleceram em Brumana, a igreja passou a ser dividida e agora é metade grega ortodoxa e metade católica maronita.

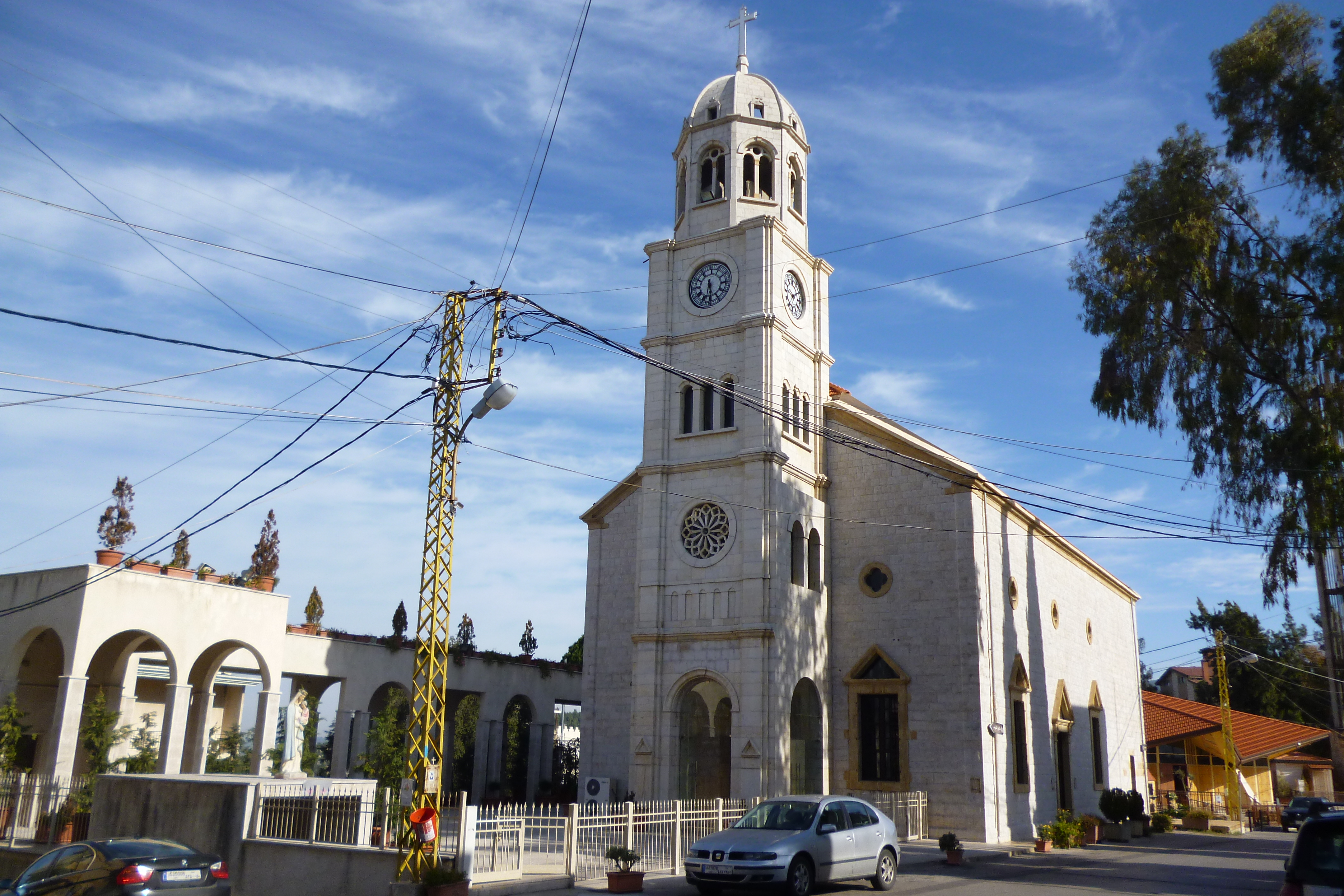
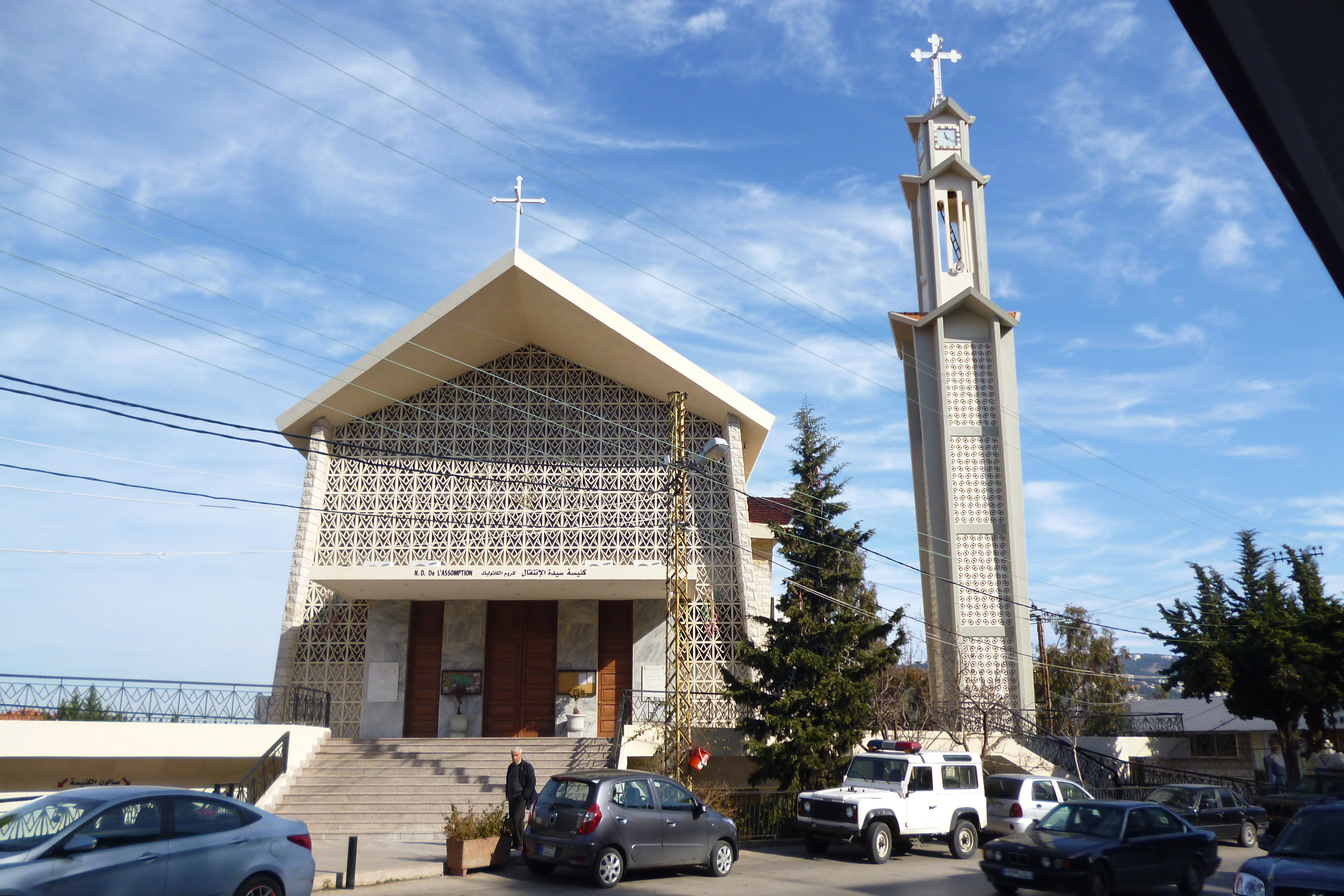
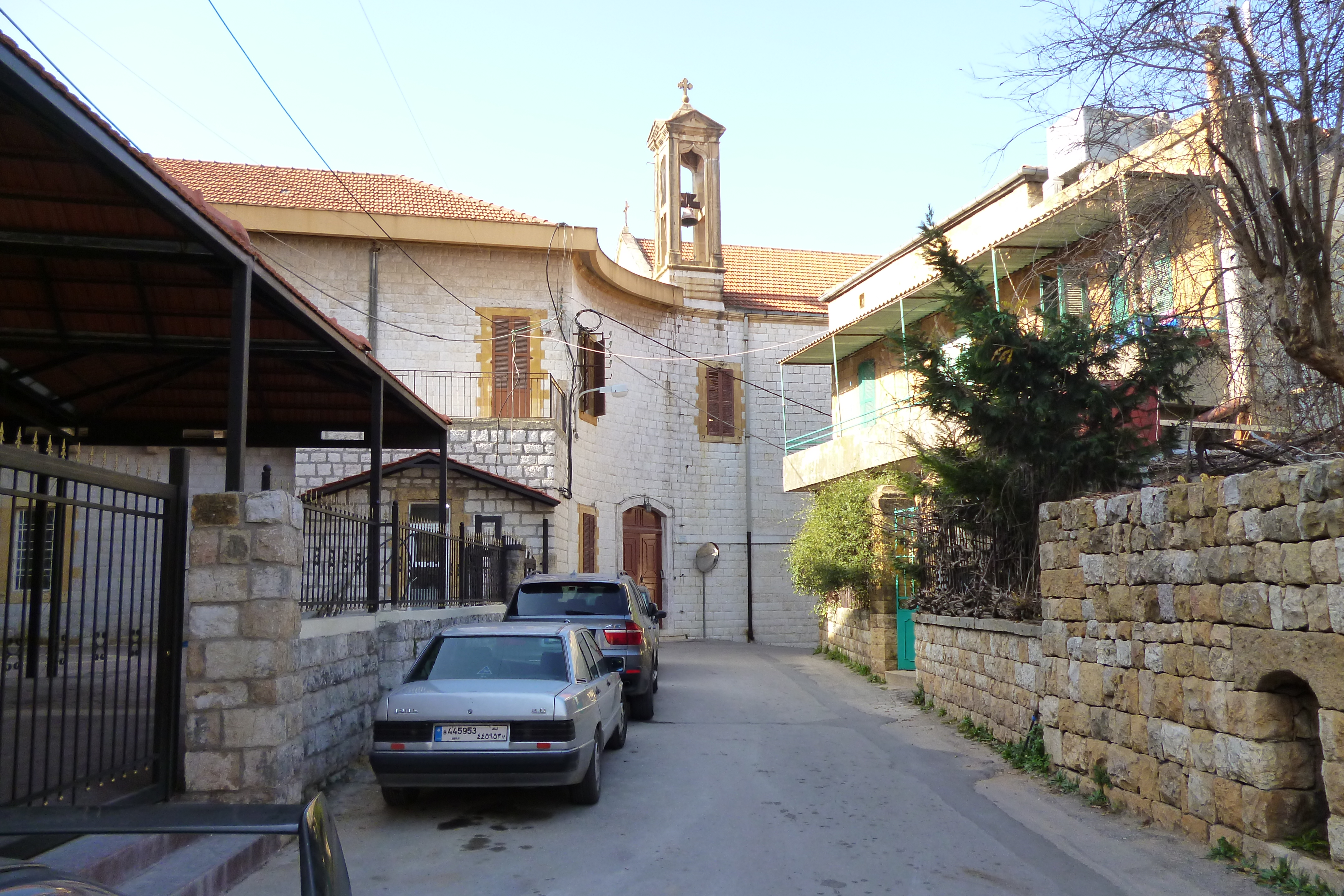
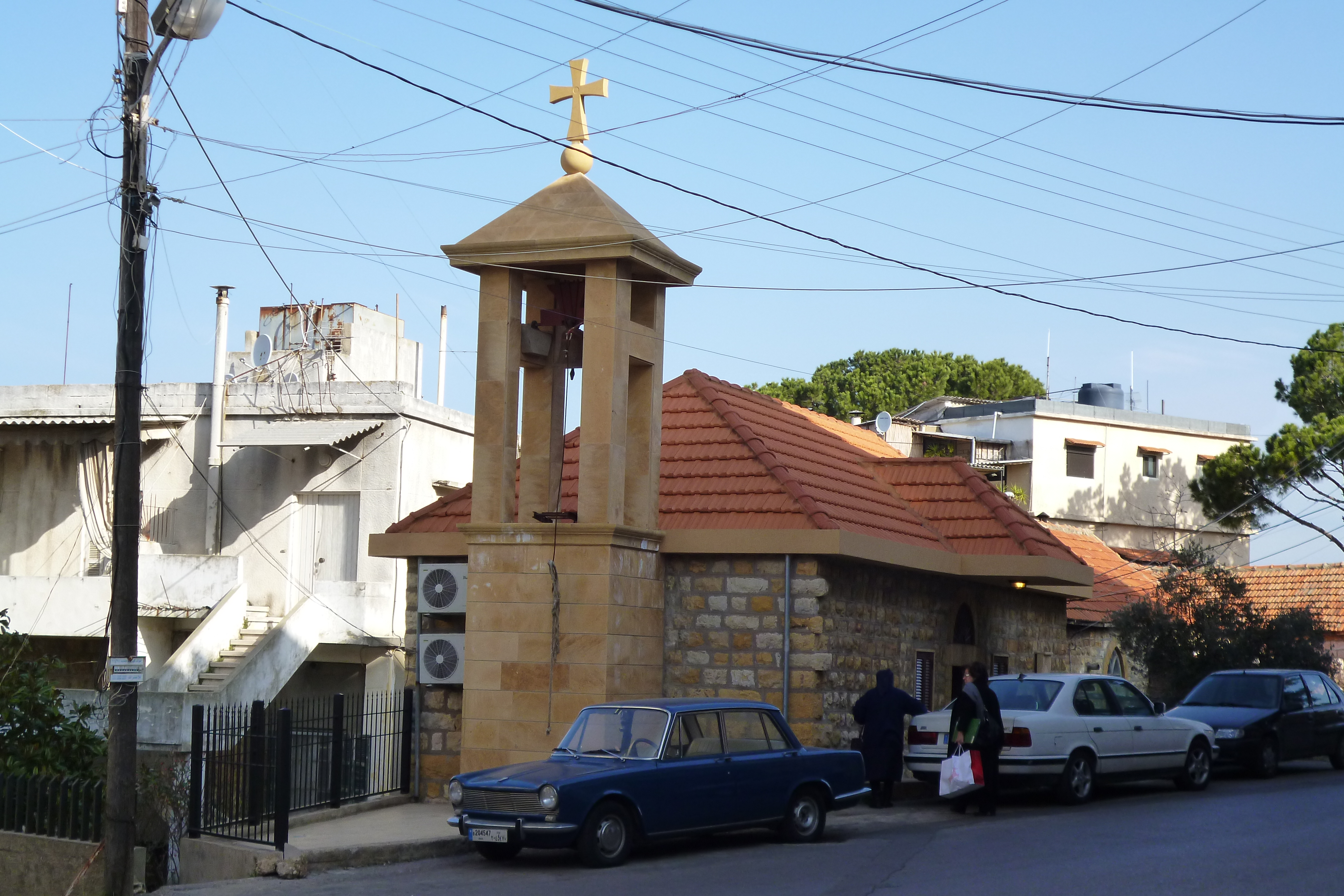
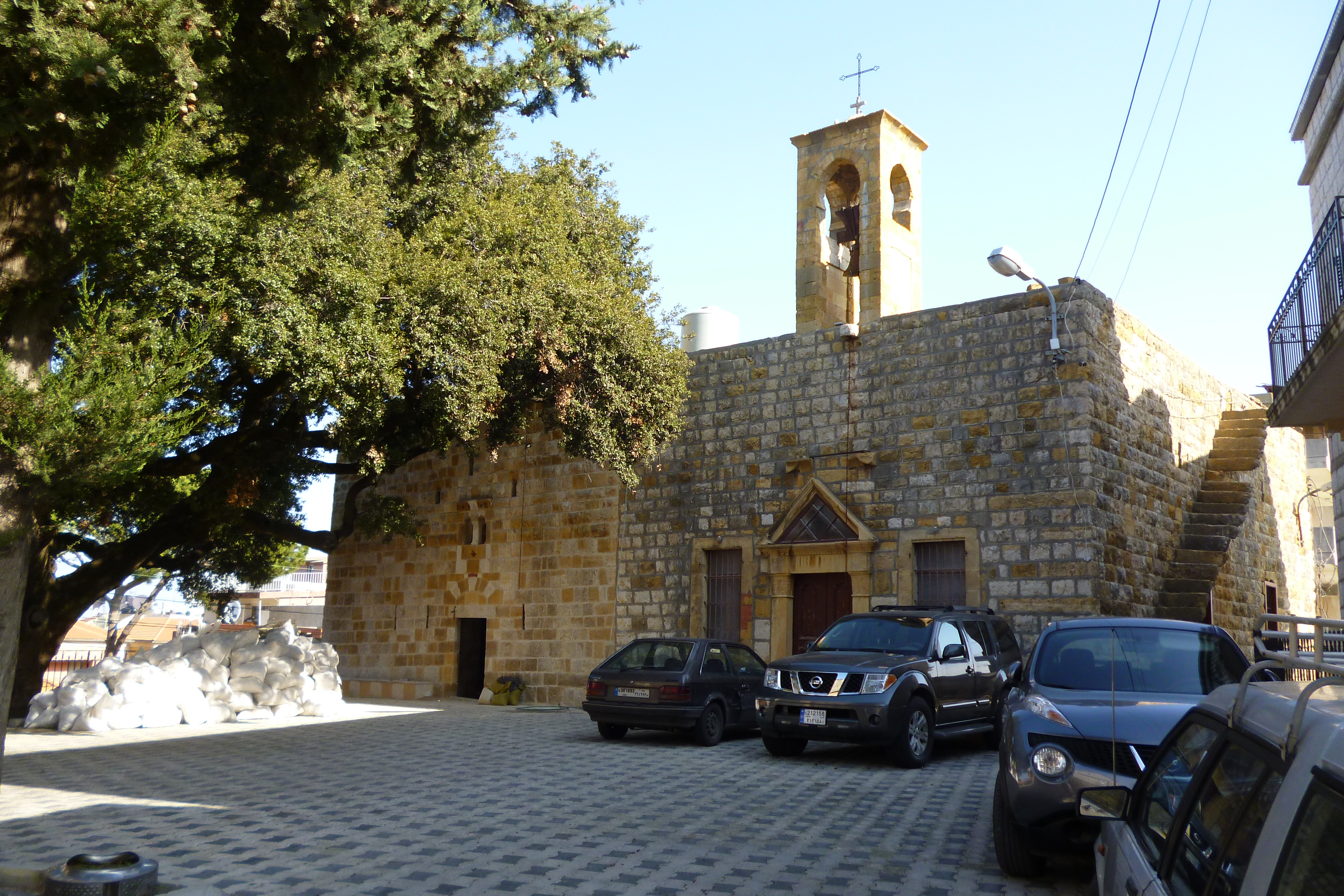
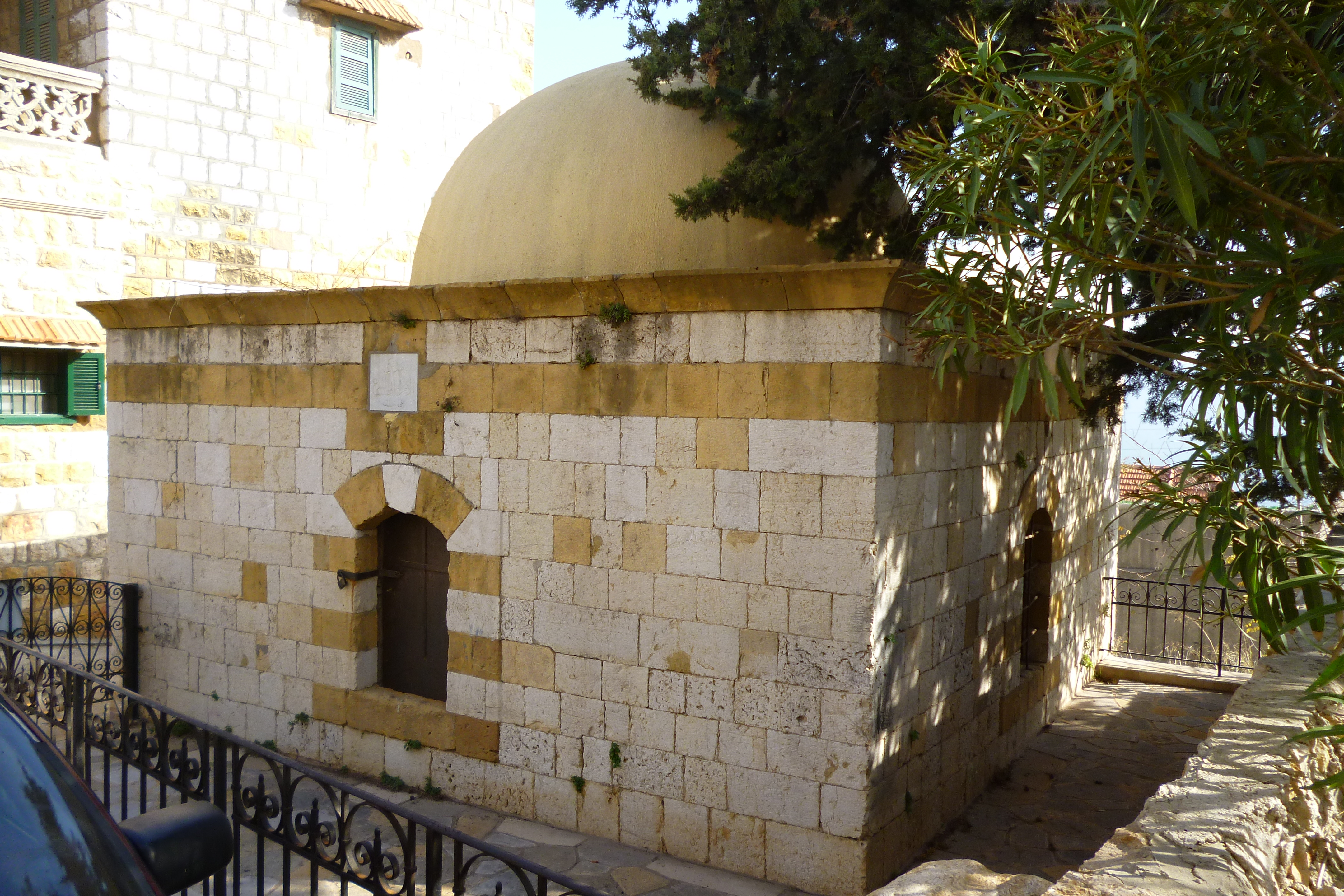

## Educação
O maior e mais renomado instituto de educação em Brumana é a Brummana High School, escola fundada pelo Quaker Theophilus Waldmeier em 1873. A escola influenciou os habitantes de Brumana a ponto de fazer que incorporassem um pouco das tradições inglesas, como o chá das cinco.
Theophilus Waldmeier nasceu em 1832, em Basileia, na Suíça. Frequentou o colégio missionário de St. Crischona, perto de Basileia, e foi para a Abissínia, como missionário, em 1858. Depois de, juntamente com uma ampla variedade de europeus, ser mantido prisioneiro pelo louco Rei Theodore da Etiópia e resgatado no derradeiro instante pelo General Napier e suas tropas Britânicas, no cerco de Magdala, ele deixou a Abissínia, em 1868, e foi para a Síria, fixando-se em Beirute, em conexão com a British Syrian Mission,  fundada em 1860. Ele reiniciou uma segunda carreira de boas ações. Entre os frutos dessa carreira estão duas das mais vigorosas instituições do Líbano - a Brummana High School, e Asfuriya Mental Hospital, fundado em 1894.
Waldmeier mudou-se com sua esposa meio-etíope e seus oito filhos, a cavalo, pelo íngreme caminho da montanha, de Beirute para Brumana, onde ele começou a Friends' Syrian Mission, em 1873.
Em 1874, ele viajou para a Europa na busca de apoio financeiro para a "Sociedade de Amigos". Depois de ouvir seu emocionado apelo de socorro, alguns Quackers ingleses e americanos formaram uma comissão, a qual, desde aquele tempo até hoje, tem fornecido suporte para a Brummana School.

## O Refeitório Filantrópico de Brumana

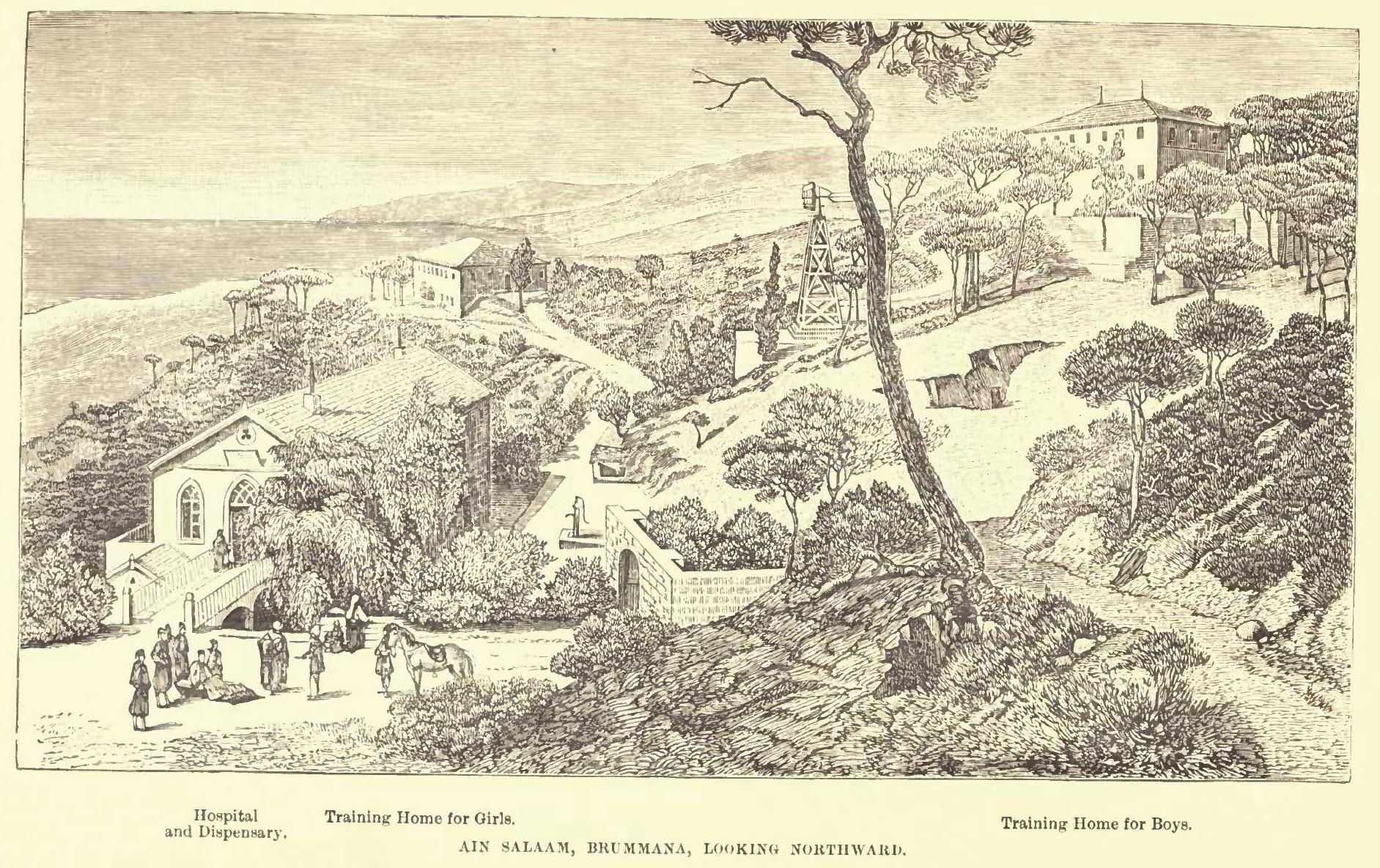
Brumana – Gravura do século XIX

No verão de 1915, com o avanço da Primeira Guerra Mundial, os Britânicos impuseram um bloqueio econômico contra os territórios otomanos ao longo da costa oriental do mar Mediterrâneo. O governo dos Jovens Turcos introduziu o regime militar em todos os seus territórios árabes e começou a estocar alimentos para seus exércitos. Isso coincidiu com uma infestação de gafanhotos nas áreas de produção de alimentos. Por conta da fome resultante, que durou dois anos, estima-se que morreram 100.000 dos 450.000 habitantes do Mutassarrifato do Monte Líbano.
Esse Mutassarrifato foi uma subdivisão do Império Otomano criada depois das reformas do Tanzimat. Desde 1861, passou a existir um território autônomo no Monte Líbano, com um mutassarrif (literalmente «plenipotenciário») cristão ao mando.  Foi criado sob pressão europeia como uma pátria para os maronitas, depois da conflito no Líbano de 1860. Existiu formalmente de 1861 até 1918, embora 'de facto' somente até 1915.
O governador militar turco, Jemal Pasha, foi um residente habitual em  Brumana. Outro morador foi Arthur Dray, um dos fundadores da Escola de Odontologia no Syrian Protestant College, em Beirute (desde 1920, American University of Beirut). Os dois homens mantinham boas relações desde que Dray tratara uma ferida de bala na mandíbula de Jemal  e Dray recebeu permissão para abrir uma pequena refeitório social, humanitário.  Aberto no verão de 1916, ele empregou um cozinheiro e alimentava 15 pessoas. Ao mesmo tempo, Mariam Cortas (nascida Asswad) e as suas duas irmãs Labibi (Mrs Amin Rizk) e Selma (Mrs Selim Rizk) arrecadavam fundos para ajudar as mães que amamentavam e faziam a distribuição de leite e alimentos. A Sra. Cortas assumiu a gestão do refeitório, aumentando o número de refeições diárias para 50, na primeira semana, e para 100 na segunda semana. O refeitório foi, então, transferido para um hotel vazio que tinha sido usado pelo exército turco. No final de 1916, o "Refeitório Filantrópico de Brumana" alimentava ao menos 1500 pessoas por dia. O projeto recebeu aprovação militar, por entenderem que não havia homens com idade entre 12 e 60 sendo alimentados. O financiamento veio da Missão Americana e de alguns sírios ricos de Beirute. No auge do seu movimento, o restaurante empregava entre 200 e 300 pessoas. Um visitante, em outubro de 1917, relatou que 1.200 pessoas foram alimentadas, das quais 1080 eram crianças. Apesar do sucesso do restaurante, algumas pessoas eram recusadas e o corpo de uma mulher e de seu filho foram encontrados a poucas centenas de metros de distância do restaurante.
No auge, os demais refeitórios humanitários do país estavam no Souk El Gharb, Aabay, Sidon e Trípoli. Após a guerra, o seu trabalho foi absorvido pelo Syria and Palestine Relief Fund. Quando as coisas voltaram ao normal verificou-se que havia mais de 400 órfãos atendidos em  Brumana.

## Etimologia
Como a maioria das localidades libanesas, Brumana tem um nome com raízes aramaicas.
O nome provavelmente significa Casa de Rammana, que era o deus do ar, da tempestade e do trovão.  Durante a Antiguidade acreditou-se que o deus Rammana (em aramaico, Raymond; em assírio Ramano) vivia na área onde agora se situa Brumana.  Assim, a área ficou conhecida como Beit Roummana (ou Casa de Roummana), pois "beit", em árabe, significa "casa" em português.
Com o tempo, a letra "B" foi colocada no início das palavras como referência à palavra "beit".  Assim, entende-se como houve a evolução desde "Beit Roummana", passando por "B.Roummana" até, por corrupção, chegar a Broummana, Brummana ou Brumana.

## Turismo
Brumana é um dos principais resorts de verão do Líbano, devido ao seu clima relativamente ameno.
Localidade assentada no topo de uma colina coberta por uma floresta de pinheiros, oferece aos visitantes vistas espetaculares de Beirute, da costa do Mediterrâneo e das montanhas do entorno.  Ela atrai muitos Libaneses para passeios de um dia e para viagens de fim de semana.
Brumana também atrai milhares de turistas árabes do Golfo Pérsico, a cada verão, vindos principalmente do Kuwait, dos Emirados Árabes Unidos e da Arábia Saudita, ansiosos por escapar do calor e da aridez dos desertos. A população de Brumana sobe para cerca de 60.000 pessoas durante os meses de verão, contra um mínimo de cerca de 15.000 pessoas no inverno, quando o clima é de frio não muito rigoroso, mas com chuvas e algumas vezes com neve.

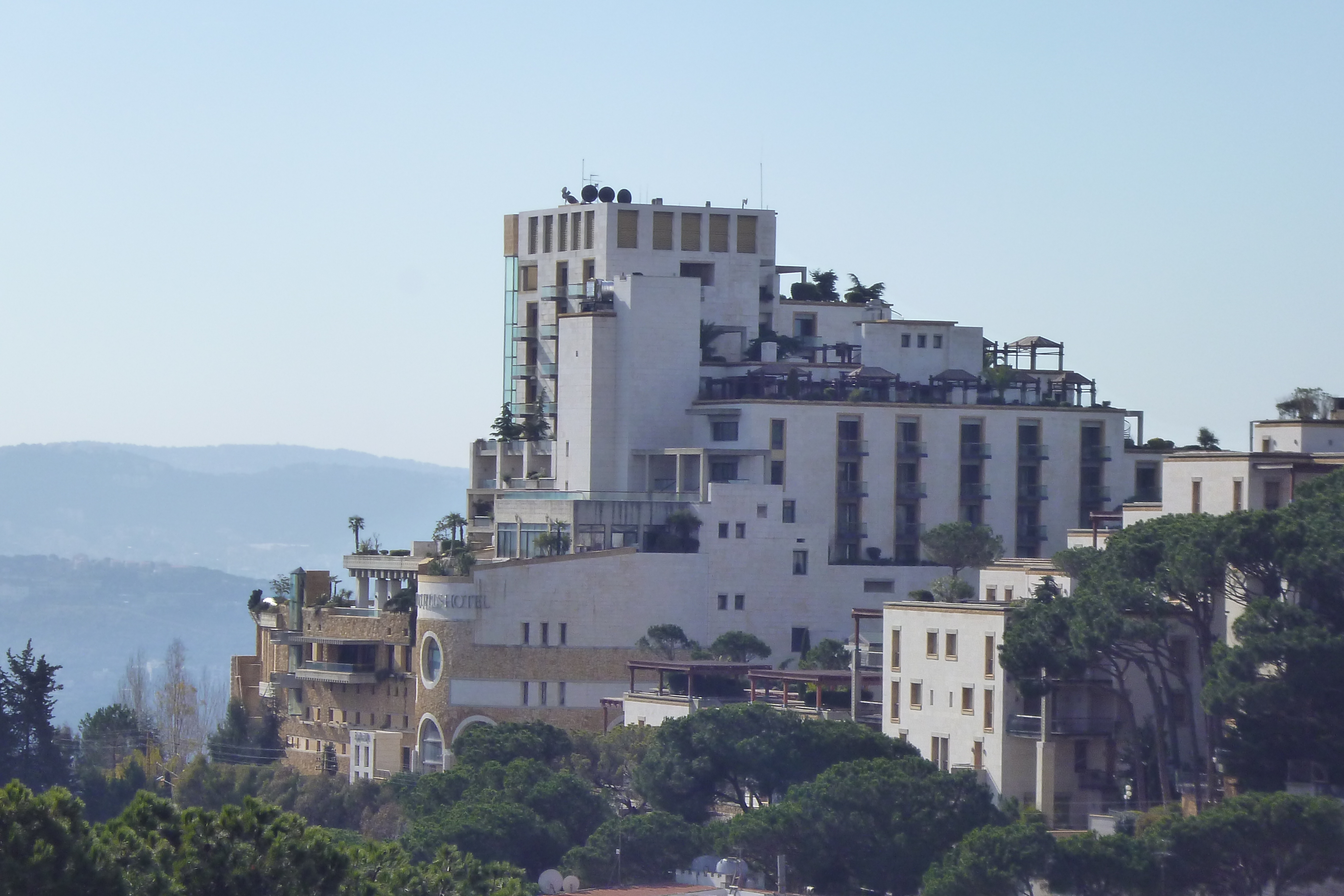
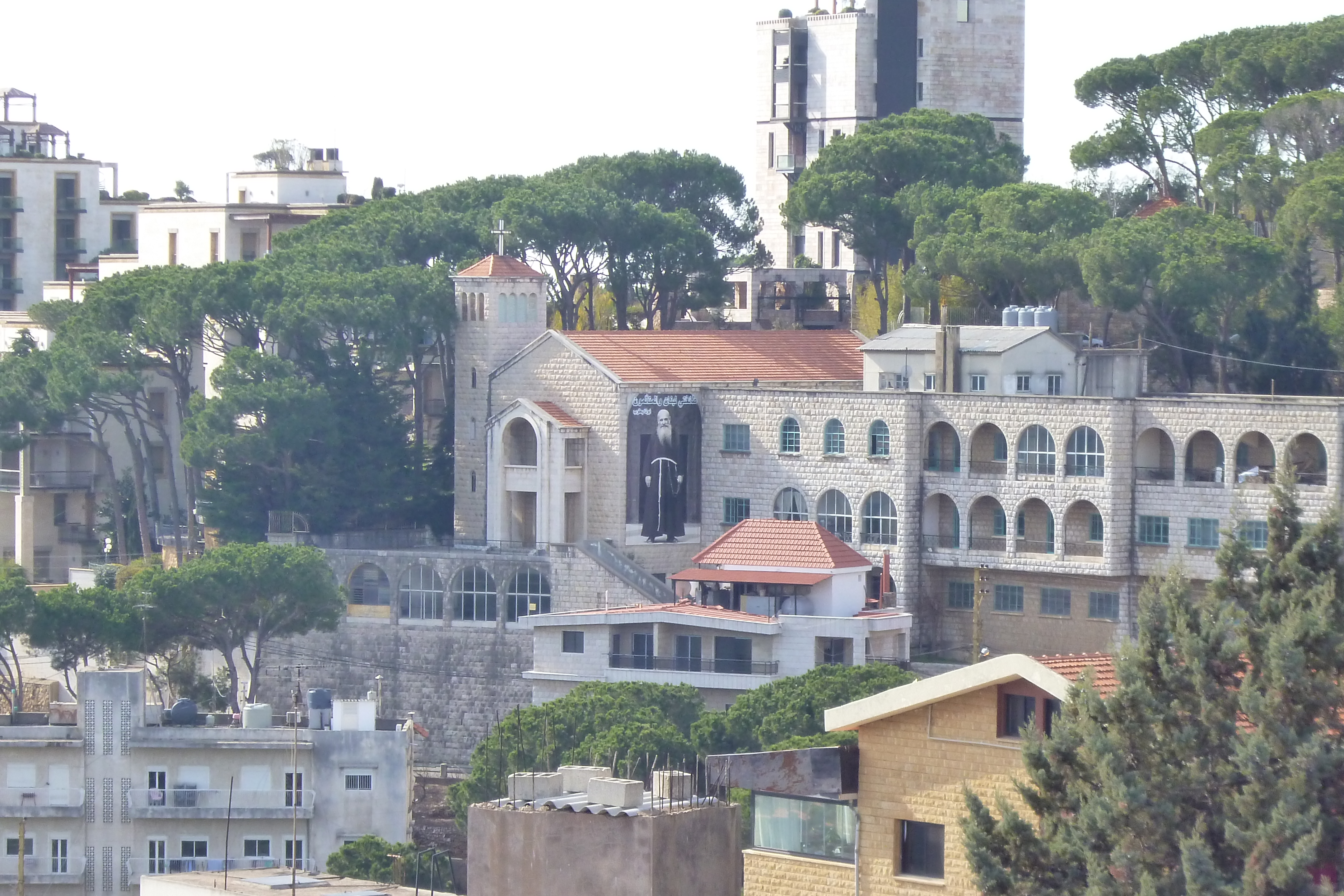
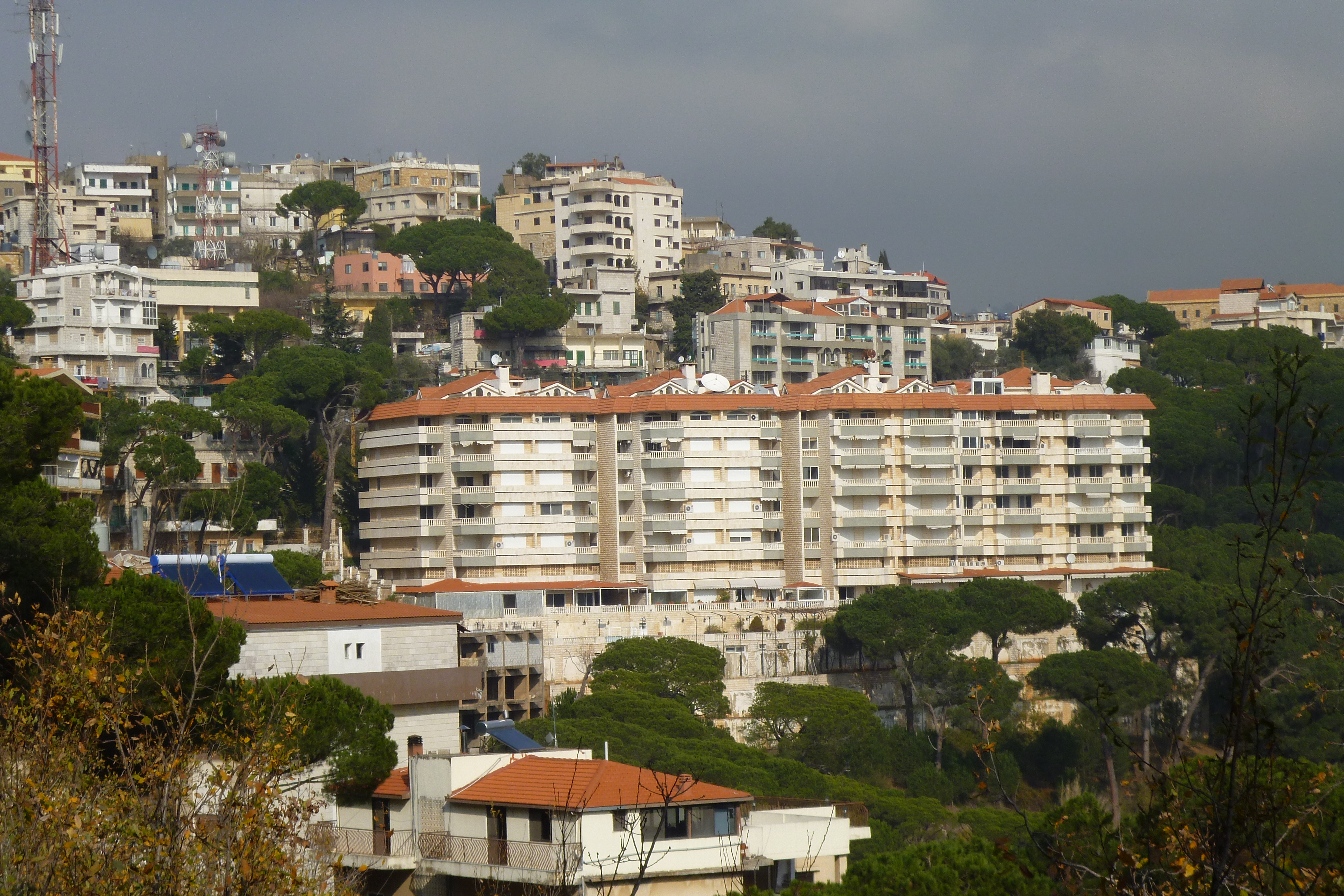
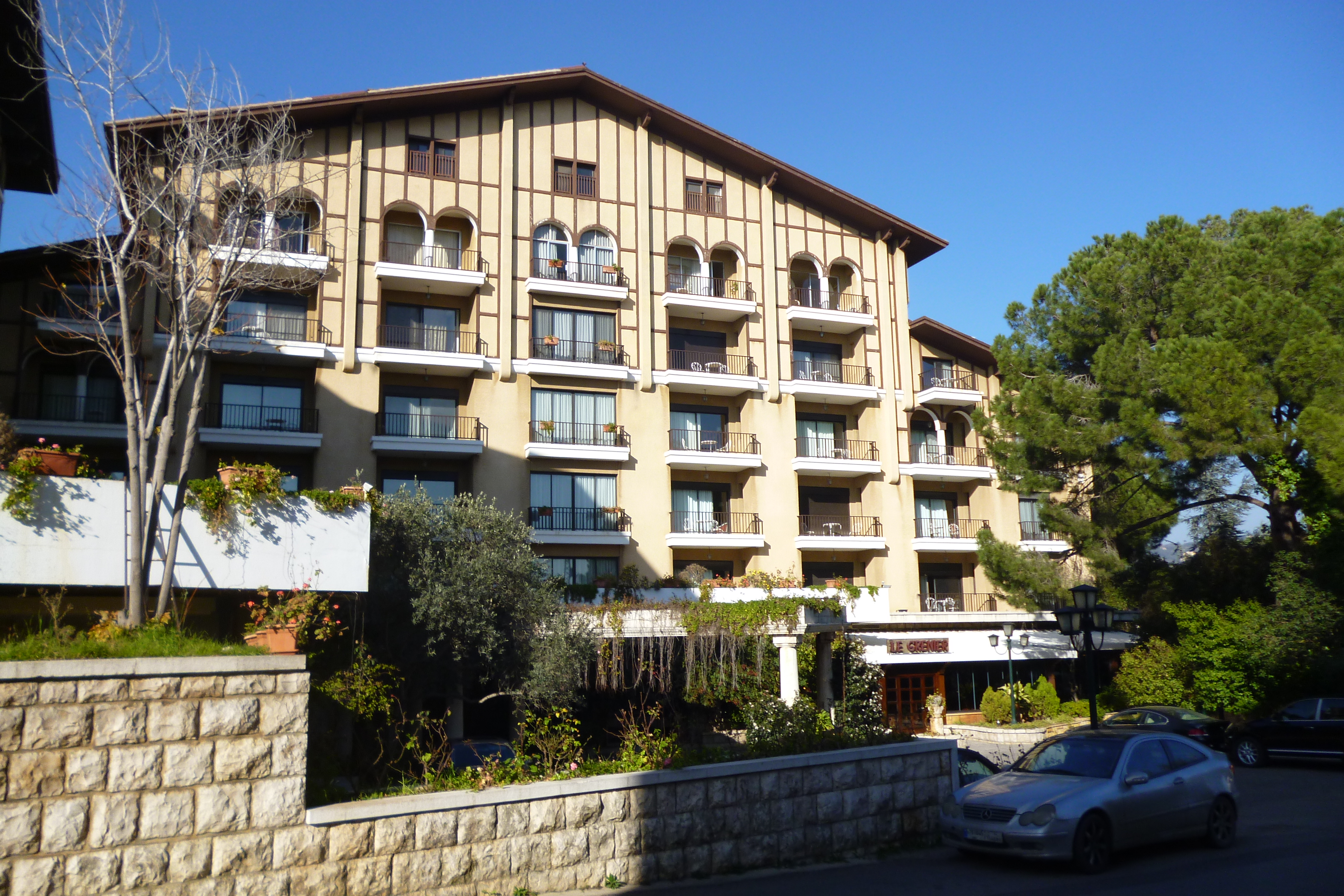
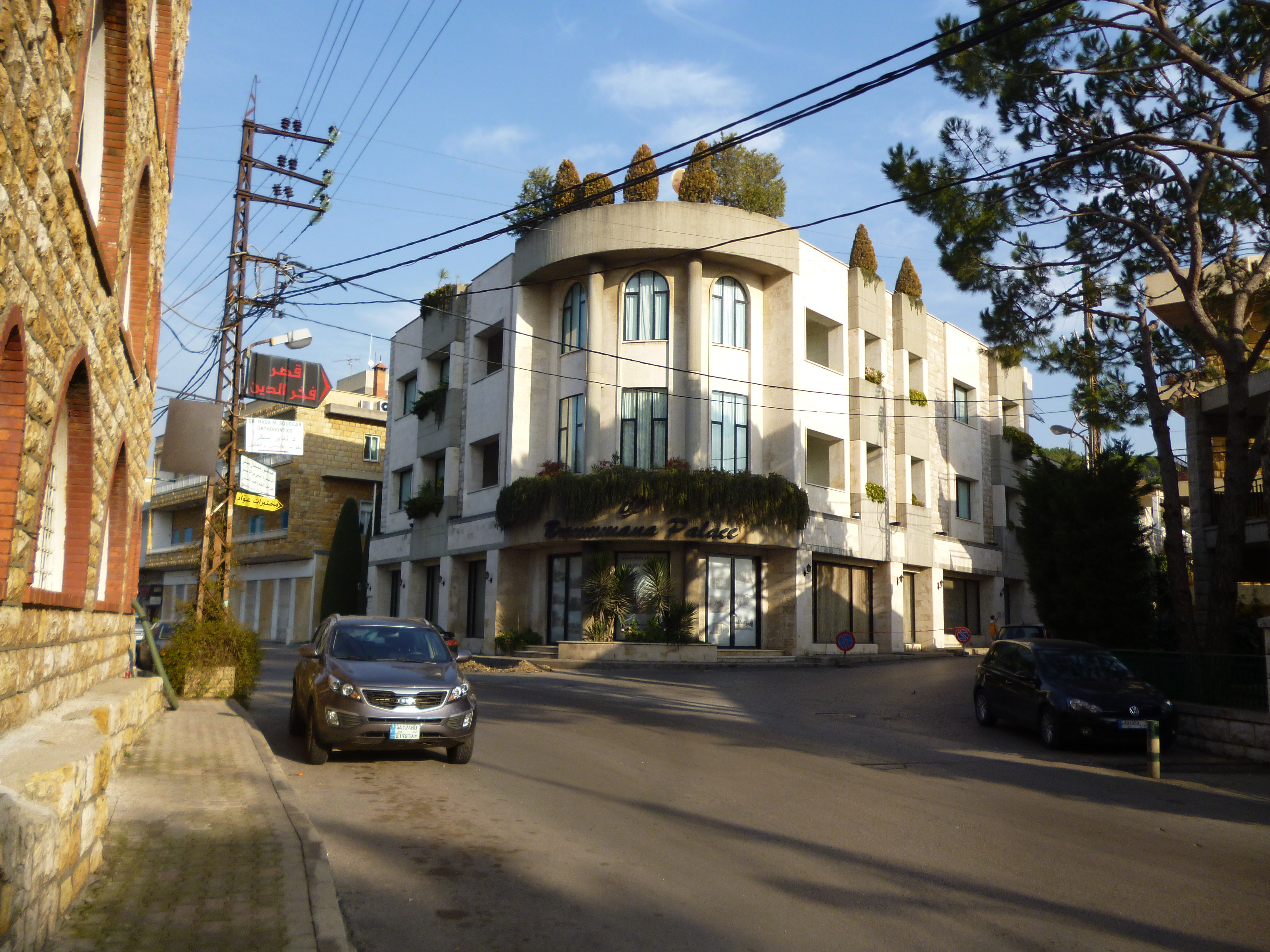
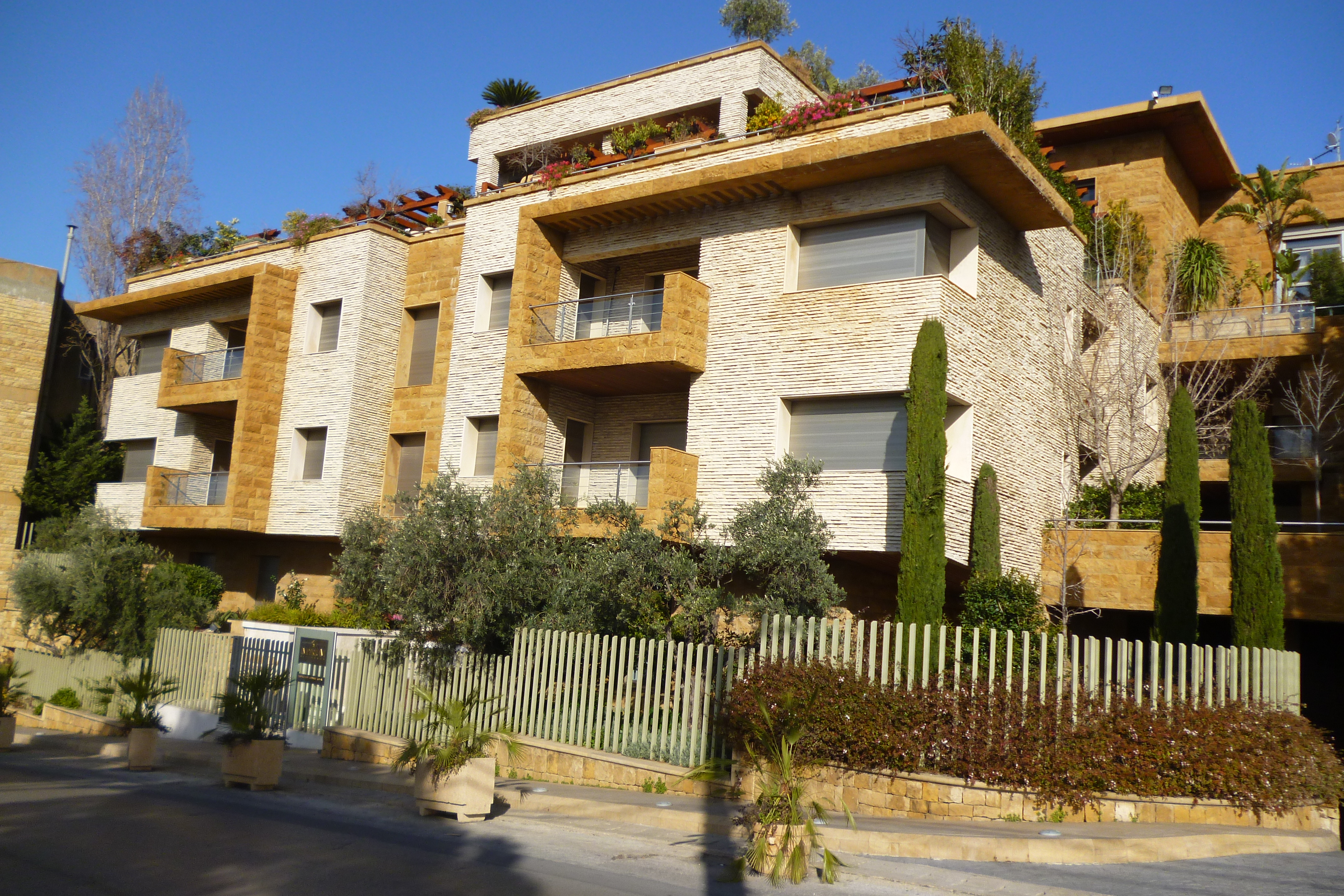
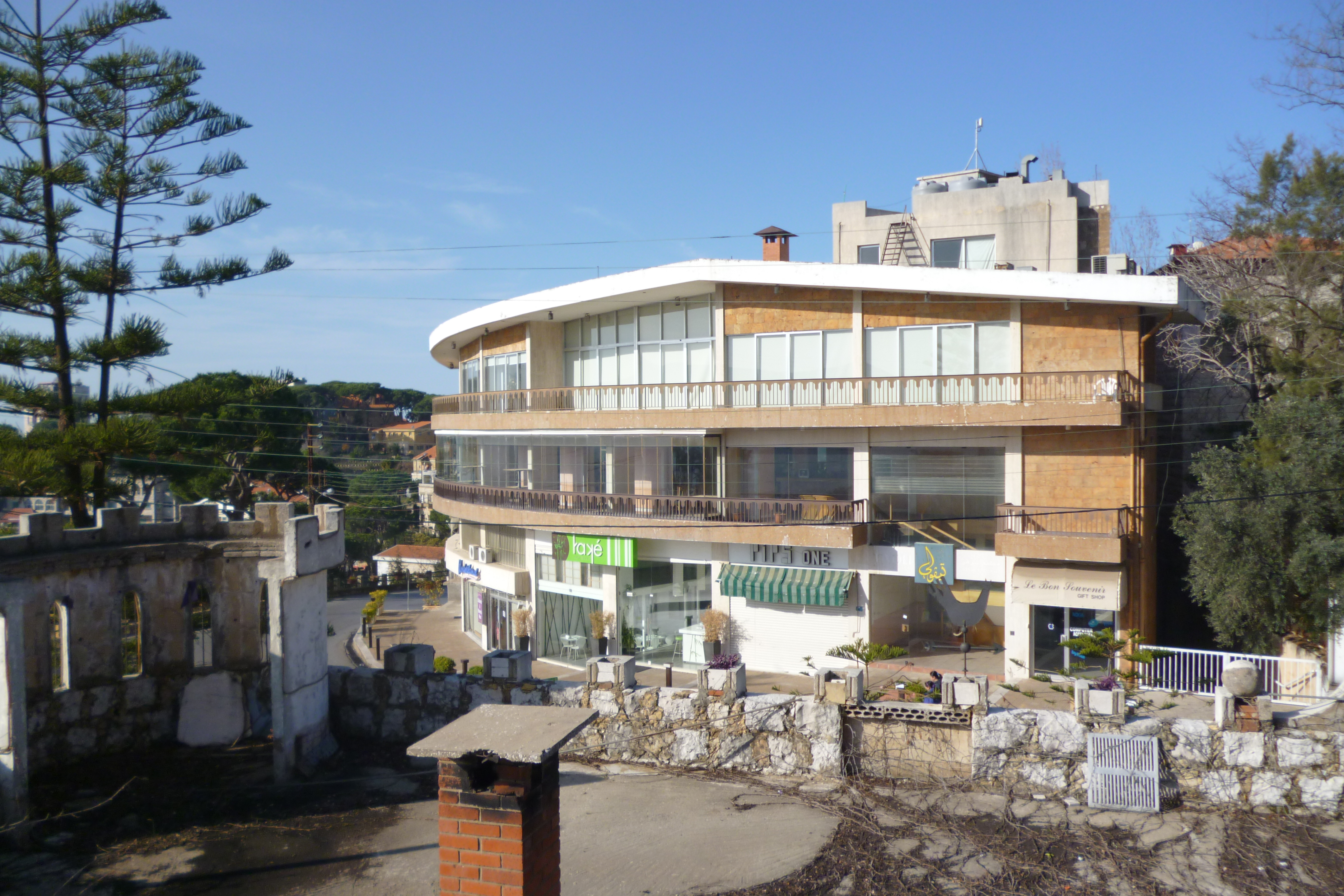
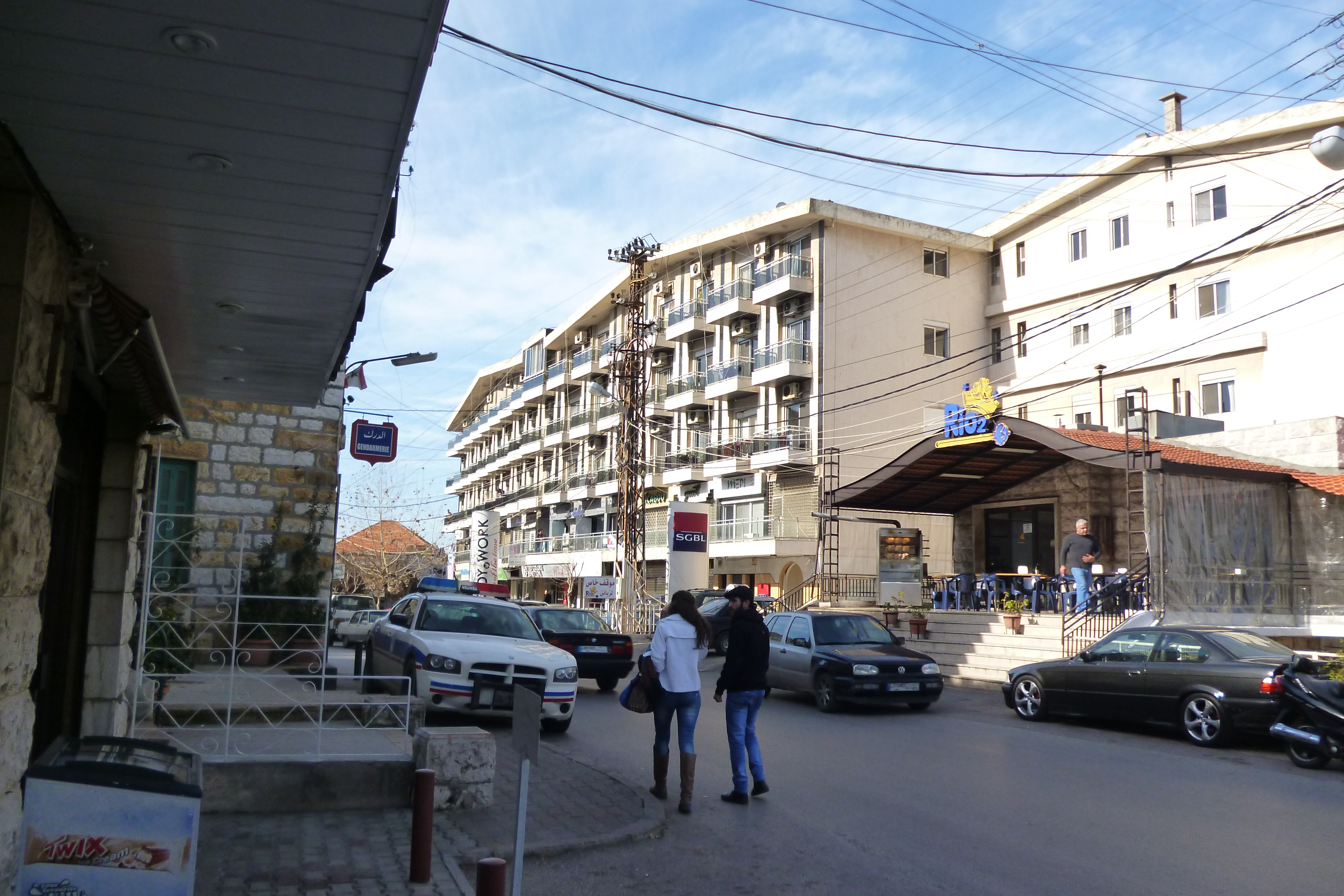
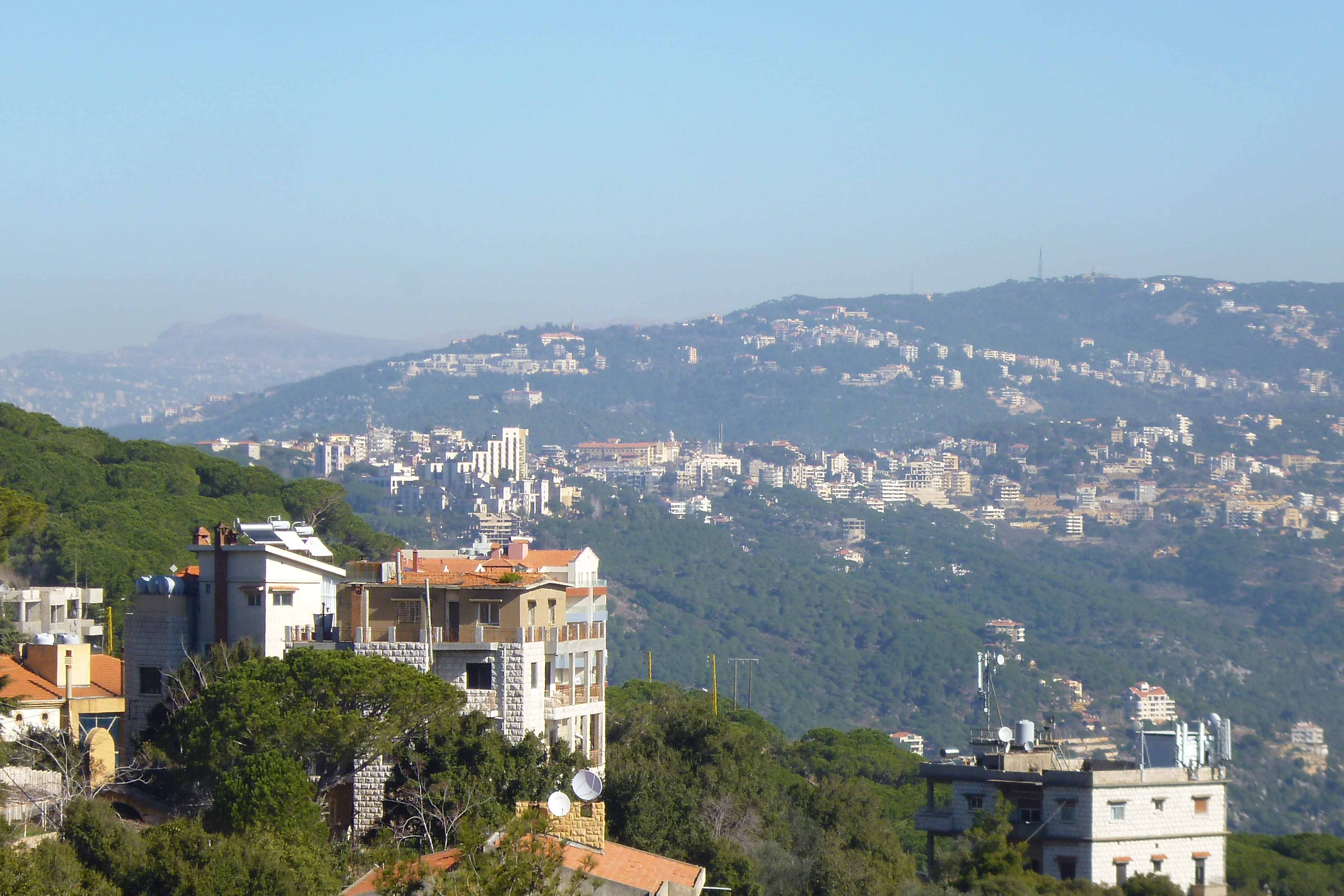

## Famílias de Brumana
As principais famílias que atualmente residem em Brumana são (em ordem alfabética) Abi Hamad, Abi Samra, Abou Jaoude, Abu Fadel, Achkar, Al Batrouni, Aouad, Asmar, Aswad, Azar, Bahsour, Bechara, Choueiry, Cortas, El Hayek, Farah, Kanaan, Karam, Maksad, Mazloum, Njeim, Rizk, Saad El Sayegh, Tadros, Tawil, Younes, Zalzal, Zamora e Ziadé.

## Hospedagem e Lazer
Brumana tem muitos hotéis, incluindo o "Grand Hills Hotel", o "Brummana Hotel", o "Kanaan Hotel", o "Le Crillion", o "Printania Hotel", o "Jawhara Palace" e o "Garden Hotel".
Brumana também oferece muitos restaurantes como o "Crepaway", o "La Gargotte", o "Burj Al Hammam", o "Mounir", e o "Fakhreddine", além de variadas ofertas de lazer, como os pubs "Shot Gone", o "Bru BAr", o "Moods", o "Calvados", entre várias outras opções disponíveis para o bem estar de seus cidadãos e de seus visitantes...